# 鄭景貴

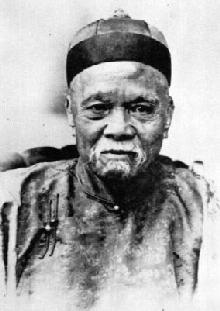
鄭景貴畫像

甲必丹 鄭景貴（1827年—1901年12月13日），字嗣文，號慎之，又名亞貴，生於大清廣東增城，霹靂州次任甲必丹，乃太平市的開埠功臣。

## 生平
鄭景貴生於貧窮家庭，在家裏排行老三，共有四位兄弟。父親在二次鴉片戰爭後作爲契約勞工南下謀生，久無音訊，由母親照顧五個孩子的生活。道光二十一年（1841年），其母賴氏派鄭景貴與兄長鄭景勝隨父南下謀生。此間，他與兄長景勝和父親在拉律經營小本生意。此前，賺到的錢僅能養家糊口，鄭景貴頗有經商天份，以其的才智助父一臂之力，生意渐有起色，鄭景貴也賺得一筆本錢，於是便以此率先投資位於拉律的礦場。發跡后的鄭家也曾在馬來亞、新加坡、甚至遠到香港留下足跡。
此後，鄭景貴便一直以礦場的生意爲中心，帶動當地百業興旺，此間以鄭景貴爲首的海山會還與當地的另一個幫派義興會發生多次爭執，史稱：「拉律戰爭」。當時，幾次戰爭導致錫礦停產，損壞了英國殖民政府和檳榔嶼商人的利益。因此英國殖民政府因爲利益被戰爭破壞而與當地秘密會社領袖和霹靂州當地皇室簽訂「邦咯条约」。戰爭結束後，鄭景貴與義興會新領袖陳亞炎媾和往事。
鄭景貴爲人慷慨，他致力於出資改善當地僑民的生活，因此廣受當地華僑的愛戴及讚好，得到不少威望及美譽。英國殖民政府見狀，便冊封鄭景貴為當地的甲必丹，讓他管理當地的僑民事務。此外，英殖民政府也委任鄭景貴為「霹靂州立法議會」（Perak State Council）的議員，幫助英殖民政府執行殖民統治。
鄭景貴雖然為霹靂州的貢獻者，但晚年卻是選擇遷居至一海之隔外的檳榔嶼。爲此，他還購下當時義興會在檳城喬治市上的總部，改爲自己在檳榔嶼的住處“海記棧”，也在此開設家塾，賜名“慎之家塾”。
鄭景貴于1901年逝世，享年74歲。鄭景貴逝世後，英國殖民政府便賜予當時與鄭景貴共同為霹靂州貢獻的義興黨黨魁陳亞炎來繼承霹靂甲必丹一職。而後來的1921年，鄭景貴的三子鄭太平繼任為霹靂州最後一任甲必丹。

## 貢獻

### 對教育
鄭公痛感文化低給創業帶來的艱辛，於是提倡在馬來亞各地開設華文學校，位於檳城喬治市牛乾冬（Chulia Street）的「五福書院」，號稱是全馬歷史最悠久的華文學校，是當時提供給廣東12個縣籍貫的華人上京赴考，因隸屬客家人的增城和龍門縣也被列為五福堂的12縣中，而鄭景貴剛巧是客家人，因此他也有份捐助五福堂。不過在此之前，鄭景貴也曾辦過家塾稱「慎之家塾」，具體位置又説為義興街（Church Street）或牛幹冬（Chulia Street），但多數認爲其實「慎之家塾」最早建立在鄭景貴故居“海記棧”大宅，也就是今天的檳城僑生博物館，因此不能算是正當的學校。雖然如此，但這也見得鄭景貴對當時大馬教育的貢獻。

### 對信仰

#### 嶺南古廟
嶺南古廟（Ling Nam Ku Miew Temple）是一座位於太平大街（達明沙里路，Jln. Taming Sari）的一座古廟，有逾百年歷史，矗立於一座小山坡上，正對太平監獄（Penjara Taiping）。當地有個無稽之談，即英國殖民官員在此地建立監獄，是爲了破壞嶺南古廟之風水，甚至還有嶺南古廟的石獅子成精一説。嶺南古廟首先在1995年大部分重建，之後便遭到大批人士痛批面目全非、嶺南古風蕩然無存。
據説在1880年代，在鄭景貴礦山工作的數千名礦工，都喜歡在午後的用膳時間來到吉辇堡的一座小山丘上歇息乘涼、聽説書人説書。一日中午，英殖民政府貌似是接收到敵派義興黨人的舉報，說海山黨人在山丘上意圖謀反，於是殖民政府便不分青紅皂白地往山上開炮。一連串的炮轟后山丘瘡痍滿目，且橫尸遍野、血流成河。鄭景貴獲知消息後暴跳如雷，也曾針對此事向殖民政府索取賠償金，但殖民政府以南來拓荒者多爲單身，且遇難遠在中國的親人不知情爲由，只撥出了不多的賠償金予鄭景貴。
鄭景貴把無辜犧牲的礦工們都葬在山丘上，此後成了陰風陣陣的亂葬坑，從此成了生人禁地。鄭景貴爲了安撫民心，於是與粵籍領袖們在1883年合力建立「嶺南古廟」，從此成了太平當地人的精神寄托所。

#### 峇登绥靖伯廟
峇登绥靖伯廟（Tokong Ghee Heng），位於峇登新村大路（Jln. Titi Kertang），是該村最古老的廟宇，重建於1893年，有逾百年歷史，始建日期已不可考。
早期拉律錫礦遠近聞名，中國南方的窮苦人家都派出男丁南下謀生，因此拉律當是他們的選擇之一，而位於今太平市的峇登（Matang）在當時是一座蠻熱鬧的驛站，當時的礦工則是由此下船再步行至吉辇堡的礦場，且錫米也由此運出馬來亞。後來錫米枯竭，峇登名聲也漸漸退熱。峇登绥靖伯廟重建於1893年，是當時義興會的祭祀場所，也是當地居民的精神寄托所。後來海山會與義興會媾和后，海山會首領鄭景貴與義興會首領陳亞炎在光緒十九年（1893年）聯手資助重修，廟内還有當時的石碑，和後來置入的説明廟史的碑文，只是該碑文部分内容被當地學者指為不詳。

#### 資修廟宇
鄭景貴也曾參與重修位於檳榔嶼丹絨道光（Tg. Tokong）的「海珠嶼五屬大伯公廟」。据考證，該廟是全馬最古老的大伯公廟。當時他捐贈了150元叻幣作修復廟宇之用，其之功績也同其他捐贈者刻在保存於廟裏的石碑上，而該石碑記錄了同治乙丑年（至同治丙寅年春）（1865年-1866年初）時資建廟宇的信衆。同時他也捐贈了位於喬治市大伯公街（Lebuh King）上該福德祠的分廟，他捐資了30元叻幣，功績也同刻在石碑上，該石碑記載了同治戊辰年（1868年）時資建廟宇的諸信衆。
此外，鄭景貴也曾資助6000元（叻幣）予檳榔嶼愛依淡的極樂寺，其功績刻在記載石碑上，是當時捐資最多的第五位信衆，排名第二。石碑以其字代其名。

### 對鄉民
鄭景貴貴為霹靂州及太平市的開埠功臣，他先是投資當時拉律的礦產，名下擁有數百名的礦工，為當時因戰亂而下南洋的華人提供就業機會，帶動當地百業的興旺。此外，他也貢獻良多。鄭景貴生前致力於改善華人僑民的生活處境，於是便在檳城喬治市建立了全馬第一家增龍會館，旨在幫助同鄉鄉民及改善他們的生活，並引導鄉民開發礦業，帶動當地的百業興旺。

### 對中國
同治庚午年（1870年），直隸省發生洪水，鄭景貴得悉災情，以他母親賴夫人之名捐鉅款賑災。李鴻章上報朝廷褒揚其義舉，同治帝便賜予“急公好義”牌匾，高挂其增城故里。
光緒乙酉年（1885），當時正值晚清中法戰爭，法國殖民軍南侵廣東省，清廷告急。鄭公毅然捐資購買軍餉。清政府為表彰他赤誠愛國，賜封他及其林氏夫人三代享受二品官銜榮譽。其族人及後裔在他家鄉建造“榮恩”石牌坊，橫批鐫刻“急公好義”四個大字並“文武官員至此下馬”的封旨。

## 住宅

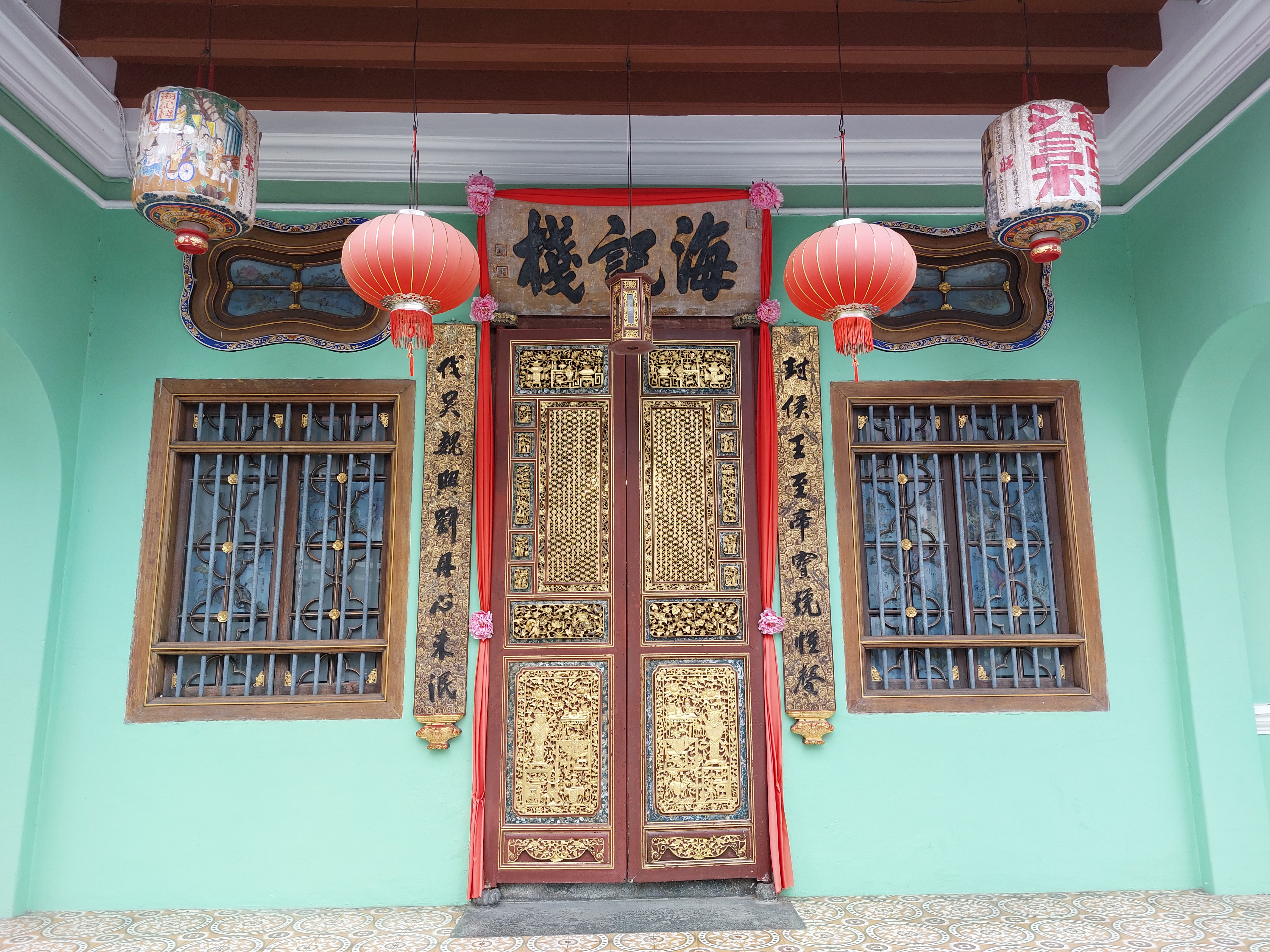
鄭景貴故居“海記棧”，今檳城僑生博物館

鄭景貴雖爲霹靂州甲必丹，太平市的開埠功臣，但晚年選擇在一海之隔外的檳城喬治市安享晚年。他購下義興黨在檳城義興街的辦公所，並將其改造成他在檳城的大宅，賜名：“海記棧”，乃今檳城僑生博物館，並精心裝飾。如今，鄭景貴在檳城的故居已被載入世界遺產，吸引各地游客前來參觀。
而鄭景貴的另一座故居位於霹靂州太平市市中心的“貝拉克路”（Barack Road），如今被改爲“美寶公司”（Syarikat Bee Poh）的古董店，及隔壁的“穎咖啡店”（Yinn's Pâtisserie）。

## 墓地
鄭景貴於1898年在檳榔嶼逝世，其之墓地設在檳榔嶼丹絨武雅（Tanjung Bungah）廣東暨汀州公冢，為今全馬最大的華人墳墓，稱爲「移國甲必丹之墓」。
鄭景貴墓碑上書有三十六字的扁體銘文，彰顯墓主身份之顯赫。墳墓兩旁站著兩尊石武將，手各執一牌，書有「本国資政大夫」、「移囯大小吡叻甲必丹」。「本國」二字代表鄭景貴出生的國家，即「中國」；而「大小吡叻」分別是代表大吡叻霹靂州，和鄭景貴主要開埠的地方，當時的霹靂州首府「太平市」

## 紀念
鄭景貴的影響力也不容小覷，位於檳城喬治市的兩條街就是由鄭景貴的名字命名：
| 街道名      | 描述                                         | 位置     |
| ----------- | -------------------------------------------- | -------- |
| 亞貴街 （Lebuh Ah Quee） | 位於喬治市的小巷，巷裏有幾幅壁畫。           | [ 註 5 ] |
| 景貴街 （Lebuh Keng Quee） | 同位於喬治市，巷裏也有幾幅著名壁畫，和美食檔 | [ 註 6 ] |

## 子女
鄭景貴共育有十三子女，九子，其一為養子，四女。在他的兒子中，最突出的莫過於鄭大平，他是霹靂州的最後一任華人甲必丹，繼承了其父親的衣鉢。

### 兒子
| 中文名 | 英文名            | 生卒年                      | 個人描述                 | 客家話轉寫 （客家話拼音） | 福建話轉寫 （閩南語白話字） |
| ------ | ----------------- | --------------------------- | ------------------------ | ------------------------- | --------------------------- |
| 鄭大養 | Chung Thye Yong   | 1868年—1915年10年20日       | 生於檳榔嶼，鄭景貴養子   | Chang5 Tai5 Iong1         | Tēⁿ Tāi Iáng                |
| 鄭大仁 | Chung Thye In     | —                           | 鄭與林氏的第一子         | Chang5 Tai5 In2           | Tēⁿ Tāi Jîn                 |
| 鄭大日 | Chung Thye Ngit   | —                           | 鄭與林氏的第二           | Chang5 Tai5 Ngit7         | Tēⁿ Tāi Ji̍t                 |
| 鄭大昌 | Chung Thye Cheong | 1883年—1920年               | —                        | Chang5 Tai5 Cong1         | Tēⁿ Tāi Chhiong             |
| 鄭大平 | Chung Thye Phin   | 1879年9月28日—1995年3月29日 | 霹靂州最後一任華人甲必丹 | Chang5 Tai5 Pin2          | Tēⁿ Tāi Pêng                |
| 鄭大元 | Chung Thye Yan    | 1881年—1921年               | —                        | Chang5 Tai5 Ngien2        | Tēⁿ Tāi Gôan                |
| 鄭大詳 | Chung Thye Seong  | 1885年—1907年7月29日        | —                        | Chang5 Tai5 Siong2        | Tēⁿ Tāi Siông               |
| 鄭大金 | Chung Thye Kam    | ？—1933年6月6日             | —                        | Chang5 Tai5 Gim1          | Tēⁿ Tāi Kim                 |
| 鄭大興 | Chung Thye Hin    | —                           | —                        | Chang5 Tai5 Hin3          | Tēⁿ Tāi Hèng                |

### 女兒
| 中文名 | 英文名          | 客家話轉寫 （客家話拼音） | 福建話轉寫 （閩南語白話字） |
| ------ | --------------- | ------------------------- | --------------------------- |
| 鄭連心 | Chung Lin Sim   | Chang5 Lien2 Sim1         | Tēⁿ Liân Sim                |
| 鄭連英 | Chung Lin Ying  | Chang5 Lien2 In1          | Tēⁿ Liân Eng                |
| 鄭秀英 | Chung Siew Yin  | Chang5 Siu5 In1           | Tēⁿ Siù Eng                 |
| 鄭鳳英 | Chung Hong Ying | Chang5 Fung5 In1          | Tēⁿ Hōng Eng                |

## 關於拉律戰爭

### 背景
1848年，拉律地區的土酋隆查法（Long Jaafar）因飼養的大象拉律（Larut）走失，回來時身上沾滿錫粉而引領人們發現豐饒的錫苗，隆查法因而以象名將該區命名為拉律（Larut）。在取得霹靂蘇丹的允許後，隆查法便開始從檳城引進了許多華工到吉輦包（Klian Pauh，今太平湖的前身）與甘文丁（Kamunting）進行大規模的開採。1872年，在拉律采礦的華工已增至四萬有餘。

### 起始
1856年，土酋佳法去世，兒子伊布拉辛（Ngah Ibrahim）繼承，伊布拉辛即宣佈華人富商可以己之金錢購買及投資礦區，鄭景貴即以雄厚的財力率先投資位於吉輦包的礦區，得以管理吉輦包的礦區。
隨著當地華人礦工的增加，幫會也開始在華人間傳播，形成兩大幫派：以客家、閩南人爲首的海山會和以廣東、五邑人爲首的義興會。鄭景貴所管理的礦區即是以海山會爲主，他也就成爲了帶領海山會的黨魁，帶領檳城與拉律地區的海山會。初期還相安無事，後來因為開採越來越多礦區，造成重疊，加上早期採錫多用水泵法，需要大量水源。因此，為了擴大礦區及爭奪水源，兩黨人馬經常發生械鬥，甚至把亂事蔓延到當時屬海峽殖民地管理的檳城。

### 第一次戰爭
1861年至1862年間，發生了第一次拉律戰爭。以鄭景貴為首的海山黨在伊布拉辛的支持之下，發動襲擊並把義興黨趕出甘文丁。義興黨人就向當時的海峽殖民地政府投訴。由於兩黨的械鬥直接導致錫礦停產，影響霹靂州的商業活動，損害了海峽殖民地檳城商人的利益。因此，英國海峽殖民地總督要求蘇丹賠償，伊布拉辛在蘇丹的壓力之下，只好支付重金的賠償金，並讓義興黨人可以回來採礦。這一次的衝突暫時得到解決。

### 第二次戰爭
1865年，第二次拉律戰爭的爆發是因賭博引發衝突，海山黨綁架了義興黨14名成員並加以殺害，但有1人逃脫並回報義興黨。為了報復，義興黨襲擊了海山黨，縱火燒村並殺了40人。這次的嚴重衝突造成錫礦供應中斷，波及到了檳城。不久雙方同意舉行會談，英殖民政府介入調查，以兩黨擾亂檳城和平為名，各罰款5,000美元，並驅逐部分領導人出境，錫礦恢復供應。

### 第三次戰爭
第三次拉律戰爭的爆發是因為傳言，指義興黨首領李亞坤因與海山黨首領鄭景貴表弟的妻子有染。他們的事被揭露後，通姦的兩人被逮捕，遭受浸豬籠之心，兩人被放入一口枯井，然後被倒入的水淹死。為報首領之死，義興黨新領袖陳亞炎率領從檳城帶進來的4000名傭兵襲擊海山黨，首次成功將海山黨驅逐出拉律。這導致約有10,000名海山黨追隨者成為檳城的難民。海山黨擬定復仇計劃，幾個月後，在伊布拉辛的幫助下，黨重兵襲擊留在拉律的義興黨員，重新佔領了他們的礦區。
1871年，霹靂蘇丹阿里逝世，發生王位繼承權糾紛，副王拉惹阿都拉（Raja Abdullah）被排擠，三王拉惹伊斯邁（Raja Ismail）被擁立為蘇丹。為了奪回王位，拉惹阿都拉尋求義興會的支持；拉惹伊斯邁則拉攏海山會對抗。王位鬥爭跟礦務紛爭糾纏在一起。拉惹阿都拉得到下霹靂的酋長、義興會與海峽殖民地商人的支持；拉惹伊斯邁則得到海山會、各地華商的幫忙，形成兩個敵對陣營，終於爆發了第三次拉律戰爭，直到1872年才結束。這場戰爭導致錫礦完全停產，人們每天都活在殺戮之中。

### 第四次戰爭
1873年爆發了第四次拉律戰爭，距離第三次拉律戰爭結束還不到一年。海山會在伊布拉辛的幫助下重新控制了吉輦包的礦區後，拉惹阿都拉支持的義興會借助從新加坡和中國帶來的僱傭軍和武器進行報復。伊布拉辛的財產被充公、當地馬來居民被殺。騷亂漸漸蔓延到整個霹靂州。

### 邦咯条约簽訂
幾次戰爭導致錫礦停產，這使得檳城華商的利益被損壞，還導致了無數的華人礦工及當地馬來居民被無辜牽涉，戰後死傷無數。因此，檳城華商爲了昔日的和平及奪回應有的利益，他們便向英殖民政府投訴，促使英殖民政府逼迫霹靂皇室于1874年與英殖民政府簽訂《邦咯協議》。協議承認拉惹阿都拉為蘇丹，而拉惹伊斯邁可以得到土地及政府津貼，保持副王一職。此外，還有拉律地區恢復以往的和平，因此就以中文的「太平」為拉律的新地名。
邦咯条约簽訂後，最明顯的受益者是海山會，该党在战后继续保留在太平开採锡矿的权力；至于义兴则在此地逐渐处于弱势，后来便转移阵地至雪兰莪了。因此，1874年以后的太平在英殖民政府成立后，华人势力方面仍是属于郑景贵的天下。郑景贵后来在太平的建设，功劳就有如吉隆坡开埠功臣叶亚来一样，无论在参与英政府规划的市区建设，或是带领华人筹设组织、建庙等，都有相当积极的表现。
同。霹雳州政府接受了英国官员参政，同时土酋伊布拉辛委託斯皮迪上尉（T.C.S.Speedy）在当地设立警政系统以及制定地方法律，两帮派之华人领袖分别与英国人签订条约，确立开採矿区同时保证不再发生械斗事件。因此在改名后，太平果然如其名字，城市迅速发展，基本设施跟治安获得完全的改善。在尔后数年，约有5000人陆续迁入，太平市区街屋如雨后春笋般建立，而政府机关在斯皮迪上尉的管理下开始设立警察局，监狱以及法院等等。

### 引用期刊
星洲日報大霹靂專欄《錫日好時光》：
细说太平锡矿业昔日巨头（上篇）：拉律战争 （页面存档备份，存于）
细说太平锡矿业昔日巨头（下篇）：行侠仗义获居 （页面存档备份，存于）
期刊：e南洋、星洲網
義興、大伯公會和中央醫院 （页面存档备份，存于）
周边国家闽南语相像．一切源于建德堂 （页面存档备份，存于）